# 電子防護
電子防護（でんしぼうご、英語: Electronic Protection, EP）は、敵の電子攻撃に対抗して、味方の電磁スペクトル使用を確保・防護するための活動のこと。以前は対電子対策（たいでんしたいさく、英: Electronic Counter-Counter Measures, ECCM）と称されており、また、陸上自衛隊では防御的電子戦とも称される。
対電子妨害手段とは、電磁波の使用を確実にするため、敵の電子妨害手段（ECM）に対抗する方法。ECCMは、敵が電子妨害活動を行っているときに、味方の電子機器を機能させるために用いる戦法と機材からなる。